# Mairy-Mainville
Mairy-Mainville is een gemeente in het Franse departement Meurthe-et-Moselle (regio Grand Est) en telt 479 inwoners (1999).
De gemeente maakt deel uit van het arrondissement Briey en sinds 22 maart 2015 van het kanton Pays de Briey. Daarvoor hoorde het bij het kanton Audun-le-Roman, dat op die dag opgeheven werd.

## Geografie
De oppervlakte van Mairy-Mainville bedraagt 12,3 km², de bevolkingsdichtheid is 38,9 inwoners per km².
De onderstaande kaart toont de ligging van Mairy-Mainville met de belangrijkste infrastructuur en aangrenzende gemeenten.

## Demografie
De figuur toont het verloop van het inwonertal (bron: INSEE-tellingen).
Abbéville-lès-Conflans · Affléville · Anderny · Anoux · Audun-le-Roman · Avillers · Avril · Les Baroches · Béchamps · Bettainvillers · Beuvillers · Domprix · Fléville-Lixières · Gondrecourt-Aix · Joppécourt · Joudreville · Jœuf · Landres · Lantéfontaine · Lubey · Mairy-Mainville · Malavillers · Mercy-le-Bas · Mercy-le-Haut · Mont-Bonvillers · Mouaville · Murville · Norroy-le-Sec · Ozerailles · Piennes · Preutin-Higny · Sancy · Thumeréville · Trieux · Tucquegnieux · Val-de-Briey · Xivry-Circourt
1. ↑  Populations de référence 2022.